# St. Stephen (Nuevo Brunswick)
St. Stephen es un pueblo canadiense situado en la provincia de Nuevo Brunswick.

## Superficie
St. Stephen tiene una superficie de 13,72 km².

## Demografía
En 2021, tenía 4510 habitantes, una densidad poblacional de 328,7 hab./km², y 2278 viviendas.